# تشارلز برنت
تشارلز برنت (بالإنجليزية: Charles Brandt)‏؛ مُحقّق سابق وكاتب روائي غير خيالي أمريكي. هو مؤلف للعديد من روايات الجريمة الحقيقية الأكثر مبيعًا، التي استندت إلى جرائم كبرى كان برنت ضمن فريق تحقيقها خلال مسيرته القانونية التي وصِفت باللامعة بوصفه مُحققًا في جرائم قتل ومدع عام. سبق له أن عُيّن في منصب نائب المدعي العام لولاية ديلاوير.
في عام 2004، نشر كتابه المعنون باسم سمعت أنك تطلي المنازل، الكتاب الذي سُرعان ما دخل قوائم الأكثر مبيعًا، حيث بيع في 14 دولة. يسرد الكتاب سيرة فرانك شيرن الحارس الشخصي لجيمي هوفا رئيس نقابة سائقي الشاحنات الدولية، الذي اختفى في عام 1972، بظروف غامضة ولم تظهر حتى اليوم أي معلومات عنه، وقد حُوّل الكتاب إلى فيلم مقتبس باسم الأيرلندي في عام 2019.

## أعماله
- تشارلز برنت (2004). سمعت أنك تطلي المنازل. ISBN:978-1586422387.